# David Foenkinos

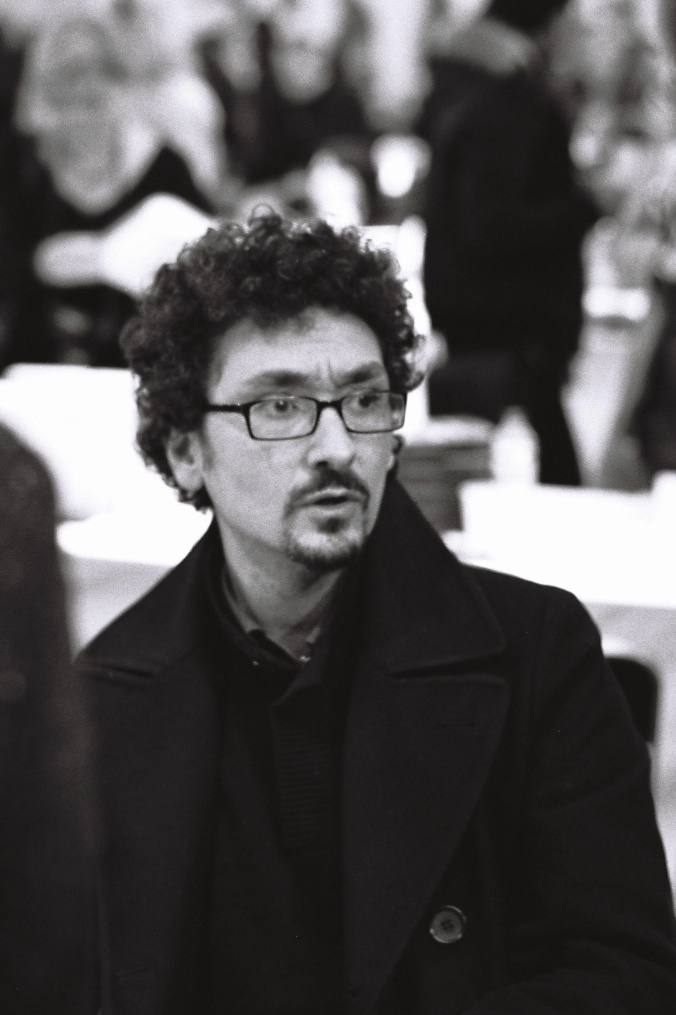
David Foenkinos (2011)

David Foenkinos (* 28. Oktober 1974 in Paris) ist ein französischer Schriftsteller, Drehbuchautor und Regisseur.

## Leben und Werk
Foenkinos studierte an der Sorbonne Literatur und Musik mit Schwerpunkt Jazzgitarre und arbeitete danach als Gitarrenlehrer sowie in den Presseabteilungen von einigen Pariser Verlagshäusern. 
Seine frühen Romane (bis einschließlich Größter anzunehmender Glücksfall) zeichnen sich durch rasante wie absurde Plots und einen reichlich ausgefallenen Stil aus. Die Art des Philosophierens über die Liebe, das beherrschende Thema in Foenkinos’ Romanen, ist erkennbar inspiriert von Albert Cohens Die Schöne des Herrn, das Buch, das Foenkinos in vielen Romanen erwähnt. In romantische Schwelgereien mischen sich urplötzlich böse und recht desillusionierende Töne, in denen das menschliche Liebesstreben als lächerlich erscheint.
Seit Unsere schönste Trennung wird das Skurrile und Groteske zunehmend abgelöst von einer melancholischen Grundhaltung und einer psychologisch fundierteren Figurenzeichnung. Die männlichen Hauptfiguren sind dabei stets im Geiste mit der Truffaut-Figur Antoine Doinel verwandt: immer ein wenig ungeschickt und unschlüssig, oftmals fehlen ihnen die Worte, dabei stets sympathisch, nebenbei führen sie ein erstaunlich munteres Sexualleben.  
Zu den Wesensmerkmalen der Romane gehört auch das Spiel mit der Rekurrenz. Der treue Leser wird etwa das wiederholte Auftauchen zweier Polen, der Schweiz als Sehnsuchtsort oder das innige Verhältnis zur deutschen Sprache vor allem bei den weiblichen Hauptfiguren beobachten. Ein Stilelement, das sich durch alle Romane hindurchzieht, sind zudem die Fußnoten. 
Dennoch fallen die einzelnen Romane mitunter sehr verschieden aus. Besonders deutlich heben sich die biographischen Romane Charlotte und Lennon ab, in denen der Autor sich in seine Hauptfiguren Charlotte Salomon bzw. John Lennon einfühlt und aus deren Perspektive erzählt. Charlotte ähnelt dabei einem langen Prosagedicht, erhaben und gravitätisch, in Lennon schlägt Foenkinos einen schnoddrigen umgangssprachlichen Ton an. Er legt heitere, schelmische Unterhaltungsromane wie Das geheime Leben des Monsieur Pick oder La famille Martin vor, schreibt aber auch einmal einen düsteren Psycho-Thriller wie Das Leben meiner Schwester.
Ein Merkmal wiederum, das viele seiner Romane verbindet, ist die Todesthematik. Nathalie küsst, nach Foenkinos’ eigenem Dafürhalten eine „moderne Mischung aus Dornröschen und Die Schöne und das Biest“, erzählt von dem Versuch, nach dem Verlust eines geliebten Wesens ins Leben zurückzukehren. Die Begegnung mit dem Tod steht im Zentrum des Romans über Charlotte Salomon. In der Komödie La vie heureuse vermittelt ein Bestattungsritual den Menschen eine Vorstellung von der eigenen Vergänglichkeit, wie in dem Millionenbestseller Natalie küsst wird hier das Todesthema mit einer romantischen Liebesgeschichte verknüpft.
Als Vorbilder und Einflüsse werden neben Albert Cohen oft Milan Kundera und Woody Allen genannt. Seine Romane erscheinen in über vierzig Sprachen.

## Veröffentlichungen
Romane:
Die deutschen Übersetzungen stammen (mit der angeführten Ausnahme) von Christian Kolb.
- Inversion de l'idiotie - De l'influence de deux Polonais. Gallimard 2002
- Entre les oreilles. Gallimard, 2002
- Le potentiel érotique de ma femme. Gallimard, 2004 (Das erotische Potential meiner Frau. Übers. Moshe Kahn. C. H. Beck, München 2005 ISBN 3-406-53550-X)
- En cas de bonheur. Flammarion 2005 (Größter anzunehmender Glücksfall. C. H. Beck, München 2006 ISBN 3-406-55068-1)
- Les cœurs autonomes. Grasset 2006.
- Qui se souvient de David Foenkinos? Gallimard 2007.
- Nos séparations. Gallimard 2008 (Unsere schönste Trennung. C. H. Beck, München 2010 ISBN 978-3-406-59840-1)
- La délicatesse. Gallimard 2009 (Nathalie küsst. C. H. Beck, München 2011 ISBN 978-3-406-62162-8)
- Lennon. Plon 2010 (Lennon. DVA, München 2018 ISBN 978-3-421-04799-1)
- Les souvenirs. Gallimard 2011 (Souvenirs. C. H. Beck, München 2012 ISBN 978-3-406-63947-0)
- Je vais mieux. Gallimard 2013 (Zum Glück Pauline. C. H. Beck, München 2013 ISBN 978-3-406-65420-6)
- La tête de l'emploi. J'ai lu, 2014
  - Zurück auf Los. C. H. Beck, München 2014 ISBN 978-3-406-67013-8
  - Biete Krise, suche Glück. Penguin Random House 2017
- Charlotte. Gallimard 2014 (Charlotte. DVA, München 2015 ISBN 978-3-421-04708-3) (über Charlotte Salomon)
- Le mystère Henri Pick. Gallimard 2016 (Das geheime Leben des Monsieur Pick. DVA, München 2017 ISBN 978-3-421-04760-1)
- Vers la beauté. Gallimard 2018 (Die Frau im Musée d'Orsay. Penguin Verlag, München 2019 ISBN 978-3-328-60086-2)
- Deux sœurs. Gallimard 2019 (Das Leben meiner Schwester. Penguin Verlag, München 2024, ISBN 978-3-328-11069-9)
- La famille Martin. Gallimard 2020
- Numéro deux. Gallimard 2022
- La vie heureuse. Gallimard 2024
- Tout le monde aime Clara. Gallimard 2025

Filme (zusammen mit Stéphane Foenkinos):
- Une histoire de pieds. Kurzfilm. F 2006, 12 min
- La délicatesse. (Nathalie küsst.) F 2011, 108 min; mit Audrey Tautou, François Damiens u. a.
- Jalouse. (Die Neiderin). F 2017, 102 min; mit Karin Viard u. a.
- Les fantasmes. F 2021, 101 min; mit Karin Viard, Jean-Paul Rouve, Monica Bellucci, Ramzy Bedia u. a.

Verfilmungen
- Les Souvenirs. (Zu Ende ist alles erst am Schluss). Frankreich 2014, 96 min; Regie: Jean-Paul Rouve, Drehbuch: David Foenkinos, Jean-Paul Rouve; mit Michel Blanc, Chantal Lauby u. a.
- Je vais mieux. Frankreich 2017, 86 min; Regie & Drehbuch: Jean-Pierre Améris; mit Éric Elmosnino, Ary Abittan, Alice Pol, Judith El Zein u. a.
- Le mystère Henri Pick (Der geheime Roman des Monsieur Pick). Frankreich 2019, 100 min; Regie & Drehbuch: Rémi Bezançon; mit Fabrice Luchini, Camille Cottin u. a.

Theaterstücke:
- Célibataires. Flammarion 2008; Uraufführung 2008 am Pariser Studio des Champs-Élysées (Regie: Anouche Setbon, mit Catherine Jacob und Christian Charmetant)
- Le plus beau jour. Flammarion 2016; Uraufführung 2016 am Pariser Théâtre Hébertot (Regie: Anne Bourgeois, mit Arié Elmaleh, Constance Dollé, Marie-Julie Baup, Davy Sardou)
- Dix ans après. Uraufführung 2020 am Théâtre de Paris (Regie: Nicolas Briançon, mit Bruno Solo, Julien Boisselier und Mélanie Page)

Erzählungen:
- Bernard. Ed. du Moteur 2010

Comics (zusammen mit Benjamin Reiss):
- Pourquoi tant d’amour? (2 Bde.) Emmanuel Proust, 2004

Kinderbücher (zusammen mit Soledad Bravi): 
- Le petit garçon qui disait toujours non. Albin Michel Jeunesse, 2011
- Le saule pleureur de bonne humeur. Albin Michel Jeunesse, 2012

## Auszeichnungen (Auswahl)
- Prix François-Mauriac für Inversion de l’idiotie (2001).
- Stipendium der Fondation Hachette (2003).
- Prix Roger-Nimier für Das erotische Potential meiner Frau (2004).
- Prix Jean Giono für Qui se souvient de David Foenkinos? (2007).
- Prix Conversation, Prix des Dunes, Prix des lecteurs du Télégramme de Brest für Nathalie küsst (2009).
- 2 Nominierungen (bester Debütfilm, beste Drehbuchadaptation) für den französischen Filmpreis César für die Verfilmung von Nathalie küsst (2012).
- Prix Renaudot, Prix Goncourt des lycéens für Charlotte (2014).